# Matrosove, Solone
Matrosove (în ucraineană Матросове) este un sat în comuna Promin din raionul Solone, regiunea Dnipropetrovsk, Ucraina.

## Demografie
Componența lingvistică a localității Matrosove
     Ucraineană (96,23%)
Conform recensământului din 2001, majoritatea populației localității Matrosove era vorbitoare de ucraineană (96,23%), existând în minoritate și vorbitori de alte limbi.